# Episodi di Superman & Lois (prima stagione)
La prima stagione della serie televisiva Superman & Lois, composta da 15 episodi, due in più rispetto al piano originale di 13 episodi, è stata trasmessa negli Stati Uniti su The CW con i primi cinque episodi dal 23 febbraio al 23 marzo, con la parte rimanente dei dieci episodi dal 18 maggio al 17 agosto 2021.
L'episodio pilota è stato seguito in Nord America da uno speciale intitolato Superman & Lois: Legacy of Hope.
In Italia i primi due episodi sono stati trasmessi in anteprima al Lucca Comics & Games il 30 ottobre 2021, in collaborazione con Italia 1, dove la stagione è stata trasmessa dal 16 luglio al 20 agosto 2022 in prima serata.
| n° | Titolo originale                                   | Titolo italiano                        | Prima TV USA     | Prima TV Italia |
| -- | -------------------------------------------------- | -------------------------------------- | ---------------- | --------------- |
| 1  | Pilot                                              | A Smallville                           | 23 febbraio 2021 | 16 luglio 2022  |
| 2  | Heritage                                           | Eredità                                | 2 marzo 2021     | 16 luglio 2022  |
| 3  | The Perks Of Not Being A Wallflower                | I vantaggi del non fare da tappezzeria | 9 marzo 2021     | 16 luglio 2022  |
| 4  | Haywire                                            | Fuori controllo                        | 16 marzo 2021    | 23 luglio 2022  |
| 5  | The Best Of Smallville                             | Il meglio di Smallville                | 23 marzo 2021    | 23 luglio 2022  |
| 6  | Broken Trust                                       | Fiducia                                | 18 maggio 2021   | 23 luglio 2022  |
| 7  | Man Of Steel                                       | Uomo d'acciaio                         | 25 maggio 2021   | 30 luglio 2022  |
| 8  | Holding the Wrench                                 | Tenere la chiave                       | 1º giugno 2021   | 30 luglio 2022  |
| 9  | Loyal Subjekts                                     | I doveri di un padre                   | 8 giugno 2021    | 30 luglio 2022  |
| 10 | O Mother, Where Art Thou?                          | O madre, dove sei?                     | 15 giugno 2021   | 13 agosto 2022  |
| 11 | A Brief Reminiscence In-Between Cataclysmic Events | Sottomissione                          | 22 giugno 2021   | 13 agosto 2022  |
| 12 | Through the Valley of Death                        | Nella valle della morte                | 13 luglio 2021   | 13 agosto 2022  |
| 13 | Fail Safe                                          | Piano B                                | 20 luglio 2021   | 20 agosto 2022  |
| 14 | The Eradicator                                     | L'eradicatore                          | 10 agosto 2021   | 20 agosto 2022  |
| 15 | Last Sons Of Krypton                               | Gli ultimi figli di Krypton            | 17 agosto 2021   | 20 agosto 2022  |

## A Smallville
- Titolo originale: Pilot

### Trama
Il Daily Planet è stato acquistato da Edge EnerCorp. Dopo aver perso il lavoro e la madre lo stesso giorno, Clark Kent partecipa al suo funerale a Smallville con sua moglie Lois Lane e i loro gemelli adolescenti Jonathan e Jordan. Lì, si riunisce con Lana Lang e suo marito Kyle Cushing, mentre i suoi figli fanno amicizia con sua figlia Sarah. Mentre i gemelli sopravvivono misteriosamente a quello che avrebbe dovuto essere un incidente mortale, gli adulti iniziano a sospettare che il CEO di Edge EnerCorp, Morgan Edge,, già responsabile del licenziamento di Clark, ha piani nefasti per Smallville. I figli di Clark scoprono la sua astronave, quindi rivela di essere Superman e che almeno uno di loro deve aver ereditato i suoi poteri per sopravvivere. Mentre inizialmente presumono che il Jonathan più atletico sia dotato di superpoteri, si scopre che si tratta del solitario neuroatipico Jordan quando si scontra con il fidanzato di Sarah, Sean Smith. Nel frattempo, Superman e il generale Sam Lane hanno a che fare con un misterioso nemico che sta sabotando le centrali nucleari in modo che possa studiare come Superman usa le sue capacità. Superman perde uno scontro uno contro uno con l'uomo, che usa una tuta potenziata che nasconde la sua identità tramite il rivestimento di piombo. Alla fine, Clark e Lois decidono di trasferirsi nella fattoria del Kent per consentire a Jordan la privacy mentre acquisisce i suoi poteri. Il misterioso nemico viene identificato dalla sua intelligenza artificiale come "Capitano Luthor".

## Eredità
- Titolo originale: Heritage

### Trama
Mentre il Capitano Luthor cerca la kryptonite nel mondo, Clark porta Jordan alla Fortezza della Solitudine per incontrare una versione virtuale di Jor-El, che lo aiuta a conoscere la storia di Krypton. Nel frattempo, alla Smallville High, Jonathan è inesorabilmente vittima di bullismo da parte di Sean e dei suoi amici della squadra di football della scuola. Lois interroga Edge a una riunione del consiglio comunale sui suoi piani per Smallville. I test alla Fortezza rivelano che i poteri di Jordan sono capricciosi ed estremamente limitati, deludendo Clark. I Kent partecipano a un barbecue a casa dei Cushing, dove Lois discute con Kyle sulla proposta di Edge. Luthor attacca il generale Lane al DOD e gli chiede di aiutare a distruggere Superman prima che possa diventare una minaccia. Il generale Lane rivela a Superman di aver accumulato segretamente kryptonite. Dopo che Edge ha trasformato la sua denuncia su di lui in uno sbuffo, Lois lascia il Daily Planet e si unisce alla Smallville Gazette .. Alla sua base, il Capitano Luthor progetta di costruire una nuova nave e un'armatura mentre continua a cercare la Kryptonite. Un flashback nel mondo di Luthor rivela che è l'ultimo sopravvissuto di un'unità militare spazzata via da un malvagio Superman.

## I vantaggi del non fare da tappezzeria
- Titolo originale: The Perks Of Not Being A Wallflower

### Trama
Dopo essere stato spintonato troppe volte da Sean e dai suoi amici, Jordan decide di respingere unendosi alla squadra, guadagnandosi il rispetto dell'allenatore e dei suoi nuovi compagni di squadra. Clark è preoccupato che così facendo rivelerà i suoi poteri, ma Jonathan lo convince del contrario. Clark permette a Jordan di unirsi alla squadra e accetta un lavoro come assistente allenatore della scuola. Sarah rompe con Sean e lascia la squadra di cheerleader dopo una discussione con sua madre. Tuttavia, Lana e Sarah alla fine fanno pace dopo che la prima rivela lo stato disfunzionale della loro famiglia come suo padre che dorme sul divano, Sophie che se la prende con i bambini della sua classe e Lana che abusa di sonniferi. Lois trova una donna di nome Sharon Powell con cui parlare dei precedenti rapporti di Morgan Edge che hanno coinvolto suo figlio Derek. "Oggetto-11", un uomo con una super forza che rivaleggia con quella di Superman, tende un'imboscata a Lois quando va a incontrare Sharon, ma Superman li salva entrambi. Subjekt-11 in seguito sta cercando di lasciare la città mentre chiede a Morgan al telefono cosa farà Larr per ripulire l'incidente. L'assistente personale di Morgan, Leslie Larr, appare per strada e usa la sua visione calorifica per ucciderlo. Chiama Morgan e gli dice "È fatta. Chiamerò una squadra".

## Fuori controllo
- Titolo originale: Haywire

### Trama
Il generale Lane chiede a Clark di scortare Thaddeus Killgrave,che viene trasferito fuori dal penitenziario di Metropolis a causa della recente assenza di Superman dalla città. Dopo che Clark si rifiuta di fare un'apparizione per trascorrere del tempo con la sua famiglia, Lane avverte i gemelli di non distrarre il padre dal suo ruolo di Superman. Nel frattempo, Lois chiede a Clark di presentarsi a una riunione cittadina per mobilitare l'opposizione alla mozione di Edge di riaprire le miniere di Shuster locali. Superman viene legato alla ricerca di Killgrave che è stato lanciato da Intergang, il che si traduce in Edge che vince il voto minerario. Nel frattempo, il compagno di squadra di football di Jonathan e Jordan, Tag Harris, inizia sempre più a vibrare in modo incontrollabile a causa del braccio rotto. I gemelli tentano senza successo di aiutare Tag, che sta inavvertitamente diventando sempre più pericoloso. Mentre Superman combatte contro Killgrave, sente la richiesta di aiuto dell'ELT di Jonathan, che gli dà ulteriore determinazione per sconfiggere rapidamente Killgrave e venire in aiuto dei suoi figli e di Tag. Vedendo che Clark sta dando maggiore importanza alla sua famiglia, Lane avvia un piano di emergenza chiamato Progetto 7734 ispirato alla piastrina che gli ha dato il Capitano Luthor. Nel frattempo, Edge e Larr scoprono una scorta di X-Kryptonite sepolta nella miniera di Shuster.

## Il meglio di Smallville
- Titolo originale: The Best Of Smallville

### Trama
La Festa del Raccolto arriva a Smallville. Dopo che Eliza ha rotto con lui, Jonathan inizia a recitare (incluso bere al Festival), il che ricorda a Clark l'ultimo Festival prima che decidesse di trasferirsi a Metropolis. Sharon porta suo figlio Derek alla Smallville Gazette, dove afferma di essere stato in coma e di aver sofferto di perdita di memoria. Sospettosa, Chrissy segue Derek dopo che è scoppiato un incendio allo Smallville Community Center (che lo stesso Derek ha causato a causa della lotta con poteri come Tag). Nel frattempo, il capitano Luthor si presenta a Lois come Marcus Bridgewater e si offre di aiutarla con le sue indagini su Edge. Chrissy trova Derek con Larr, esponendolo nuovamente alle radiazioni X-Kryptonite per stabilizzare i suoi poteri. Luthor cerca di distruggere sia Derek che Superman, ma entrambi sono illesi. Derek usa la sua visione del calore con gli occhi chiusi e si disintegra. Lana presenta alla città una panchina che funge da memoriale per Martha. Luthor vede Lois felice con Clark e gli viene in mente la Lois nel suo mondo che era sua moglie. Dopo un appuntamento al Festival, Sarah e Jordan decidono di restare amici.

## Fiducia
- Titolo originale: Broken Trust

### Trama
Jordan chiede aiuto a Superman, spaventando Tag. Come risultato del suo attacco, Jordan sviluppa un'emicrania quando sente suoni acuti, quasi attivando la sua visione del calore. Sceglie di non dirlo a Clark, così può ancora giocare nella partita contro Metropolis. Mentre Smallville vince, Jordan è costretto a rivelare le sue condizioni a Clark dopo che il team di Metropolis lo ha affrontato. Nel frattempo, Edge promuove Lana a manager per la sua operazione mineraria, con grande sorpresa di lei e di Kyle. Lois chiede a Lana di indagare su Edge. Successivamente, lei e Marcus scoprono che la miniera contiene X-Kryptonite. Larr li trova e attacca, ma Marcus la mette fuori combattimento. Lois vuole risposte da Marcus, ma viene chiamata da Clark. Superman trova Tag a Metropolis dopo che Lana ha riferito che Tag ha rapito Sarah. Superman lo protegge dal DOD, che ha tentato di usare proiettili veri e di kryptonite. Nel frattempo, Jordan litiga con il team Metropolis e sta per prendere a pugni uno di loro quando Jonathan interviene, rompendosi accidentalmente il polso. Il giorno successivo, Lana accetta di aiutare Lois a indagare su Edge. Il corpo di Jordan inizia a subire uno shock, quindi Clark lo porta alla Fortezza.

## Uomo d'acciaio
- Titolo originale: Man of steel

### Trama
Il super-udito di Jordan ha iniziato a svilupparsi causando mal di testa, costringendolo a restare a casa. Nel frattempo, Lana deve scegliere cinque candidati per il "Programma di leadership" di Edge che coinvolge la sua vecchia amica Emily Phan. Presume che questi candidati faranno parte di "Edge's X-Kryptonite Army". Lois organizza un incontro tra Marcus e Superman per convincere il primo a rivelare la sua vera identità, tuttavia, all'incontro Marcus attacca Superman usando bagliori solari rossi e un martello speciale. Jordan sente che suo padre è nei guai e i gemelli lo salvano colpendo Marcus con un camion. Il DOD trattiene Marcus, il cui vero nome viene rivelato come John Henry Irons. Nei flashback, Irons era sposato con Lois e aveva una figlia, Natalie. Superman e molti altri con abilità kryptoniane attaccarono Metropolis, uccidendo Lois.

## Tenere la chiave
- Titolo originale: Holding the Wrench

### Trama
Irons viene interrogato al DOD, ma vuole parlare solo con Lois. Jonathan e Lois esplorano il camper di Irons, dove trovano le sue foto, così come il suo Superman della Terra, Lois e Natalie. Quando Jonathan esplora il camper da solo, deve essere salvato dall'intelligenza artificiale da Superman. Lois urla a Jonathan con rabbia, ma Clark suggerisce che c'è dell'altro nella sua mente. Lois torna da un terapista che l'ha aiutata anni prima quando ha avuto un aborto spontaneo con una bambina, che si sarebbe chiamata Natalie. Nel frattempo, Sarah prova a partecipare a una gara di canto a scuola ed è assistita da Jordan, dopo che Kyle l'ha abbandonata dopo aver appreso che non è stato scelto per il programma Leadership di Edge. Il tenente Rosetti mostra poteri kryptoniani quando cerca di rapire Irons. Combatte Superman, indebolito dal gas Kryptonite, prima di essere ucciso da Irons, che viene dissuaso dall'uccidere Superman da Lois, che si immedesima nella sua perdita. Sam è costretto a rivelare il Progetto 7734, una divisione di ricerca e sviluppo per armi progettate per danneggiare Superman se dovesse voltarsi. Irons viene rilasciato dal DOD e se ne va, mentre Lois si scusa con Jonathan e gli rivela il suo aborto spontaneo.

## I doveri di un padre
- Titolo originale: Loyal Subjekts

### Trama
Edge si rende conto che Lana ha fornito informazioni a Lois dopo che quest'ultima lo ha affrontato riguardo all'inserimento di coscienze kryptoniane nelle persone con l'aiuto di Dabney Donovan.. Jordan viene infettato dal gas Kryptonite inalato da suo padre e viene portato alla Fortezza della Solitudine in modo che l'IA di Jor-El possa aiutarlo a guarirlo. Questo lo costringe a perdere la performance del talent show di Sarah, provocando una spaccatura tra i due. Nel frattempo, Edge attiva i suoi Subjekts, inclusa Emily, e li fa attaccare la fattoria dei Kent. Jonathan e Sam li combattono con le armi del Progetto 7734 prima che Kyle arrivi, rivelandosi come uno dei soggetti di Edge. Superman torna alla fattoria e allontana gli aggressori. Kyle torna a casa e dice a Lana che è svenuto e non ricorda cosa sia successo. Clark e Lois si rendono conto che il motivo per cui Edge rimane a Smallville è che solo la popolazione locale può diventare un Subjekt senza difetti poiché è stata esposta alla X-Kryptonite nel terreno per un lungo periodo di tempo.

## O madre, dove sei?
- Titolo originale: O Mother, Where Art Thou?

### Trama
Edge si rivela come Tal-Rho, figlio di Zeta-Rho e Lara Lor-Van, rendendolo il fratellastro di Kal-El. Quando sua madre, ora sposata con Jor-El, avvertì per la prima volta che Krypton stava morendo, suo padre lo mandò sulla Terra per resuscitare Krypton con l'Eradicator, il dispositivo utilizzato per impiantare menti e DNA kryptoniani negli umani, creato dalla madre. Il suo pod è atterrato in Inghilterra, dove è stato tenuto in prigione e sperimentato prima di fuggire. Edge offre a Superman la possibilità di unirsi alla sua "famiglia" prima di andarsene. Dopo aver ottenuto l'Eradicator e la collaborazione di Dabney Donovan, Superman e il DOD lo usano per impiantare la mente di sua madre in Lana, in modo che possa invertire il processo su Edge's Subjekts. Nel frattempo, i gemelli raccontano a Sarah la verità su Kyle e lei vede il kryptoniano dentro di lui. Superman alimenta l'Eradicator con un bagliore solare, riportando tutti alla normalità, inclusi Kyle e Lana. Sam ordina di trovare Edge. Superman atterra vicino alla Fortezza della Solitudine con l'Eradicator prima di svenire, ora prosciugato dei suoi poteri. Altrove, Edge e Larr sono in un canyon, preparando la loro prossima mossa.

## Sottomissione
- Titolo originale: A Brief Reminiscence In-Between Cataclysmic Events

### Trama
Superman sperimenta flashback della sua vita prima e dopo l'incontro con Lois, inclusa la scoperta della sua eredità kryptoniana, l'inizio della sua carriera al Daily Planet, combattere Atom-Man e incontrare per la prima volta Lois, il loro matrimonio e la nascita dei gemelli. Durante questi flashback, vede le immagini di una figura spettrale in nero, che alla fine deduce essere Tal-Rho. Superman si risveglia dal suo sogno e scopre che Tal-Rho lo aveva seguito alla Fortezza della Solitudine ed esplorato i suoi ricordi usando la tecnologia kryptoniana inventata da Ter-Loc, rivelando la famiglia umana di Superman. Tal-Rho chiede la fedeltà di Superman, ma viene rifiutato. Un Superman indebolito non è in grado di impedire a Tal-Rho di distruggere il cristallo che ospita la copia della coscienza di Jor-El e di partire per la fattoria del Kent e minacciare la sua famiglia. Alla fattoria del Kent, Superman arriva giusto in tempo per salvare la sua famiglia, giurando fedeltà a Tal-Rho in cambio della loro salvezza.

## Nella valle della morte
- Titolo originale: Through the Valley of Death

### Trama
Tal-Rho ha impiantato la coscienza del generale Zod in Superman, ma continua a cercare di combattere la sua mente che viene presa in consegna. Irons torna a Smallville pronto ad abbattere Superman con un razzo solare rosso che aveva progettato sulla sua Terra. Le parti per il razzo sono ottenute da ARGUS con false pretese, consegnate da John Diggle. Lois rivela a Irons che Clark è Superman e insieme a Diggle e Jonathan cerca di convincerlo che può ancora essere salvato. Altrove, i Cushing vengono incolpati da altri residenti di Smallville per quello che è successo con Edge. Jordan individua suo padre con il suo super udito e Irons esce per affrontarlo, scoprendo che Zod ha preso il controllo della sua mente. Durante il combattimento Superman esce temporaneamente dal controllo di Zod e ordina a Irons di ucciderlo, ma invece di farlo, Irons lo incoraggia a reagire per la sua famiglia, con il risultato che Superman espelle con successo Zod. Tal-Rho si rende conto che Zod se n'è andato e fugge dalla sua fortezza con l'Eradicator, inseguito da Superman e Irons. Tal-Rho riscalda l'Eradicator proprio mentre Irons gli spara con il suo razzo. Tal-Rho viene catturato mentre il DOD rivolge la sua attenzione alla localizzazione di Leslie Larr.

## Piano B
- Titolo originale: Fail Safe

### Trama
Larr cerca di attaccare la struttura DOD che ospita Tal-Rho, ma viene intercettato e catturato da Superman e Irons. Con l'ultimo kryptoniano catturato, Sam vuole sciogliere il Progetto 7734, ma Superman si oppone all'idea e vuole preservare le armi come una cassaforte. A Lois non piace l'idea, ma alla fine accetta a condizione che il DOD consegni il progetto a Irons. Sam vuole seppellire la storia di ciò che è realmente accaduto con Edge e inizialmente Lois è d'accordo, ma dopo aver visto le difficoltà affrontate dai Cushing e Lana che si arrabbiano con il sindaco Dean per aver mentito sul fatto di avere le spalle, fa trapelare la vera storia a Chrissy. Nella sua camera di Kryptonite, Tal-Rho ricorda il suo addestramento e come una volta non fosse d'accordo con il piano definitivo di suo padre per ripristinare Krypton, che avrebbe provocato la sua stessa morte. Ora è d'accordo con il piano e permette all'Eradicator di prendere il controllo della sua mente. Esce dalla sua camera, fugge dalla struttura del DOD e vola nello spazio per nutrirsi di energia solare.

## L'eradicatore
- Titolo originale: The Eradicator

### Trama
Le imprese di Smallville lottano mentre i residenti si arrabbiano per la presenza del DOD in città. Chrissy riceve un'offerta per vendere la Gazette mentre i Cushing progettano di trasferirsi fuori città dopo che Kyle riceve un'offerta di lavoro nella contea di Bristol. Sam cerca di calmare i residenti a una riunione del municipio, ma fallisce quando è costretto a schivare la domanda di Sharon Powell sulla morte di Derek dopo essere stato informato che Tal-Rho ha fatto uscire Larr dalla struttura del DOD. Superman e Irons affrontano Tal-Rho e Larr a Metropolis, dove Tal-Rho usa i suoi nuovi poteri per creare quattro nuovi Subjekts dalla folla e li scatena sulla città. Mentre Superman e Irons riescono ad arrestare Larr ei quattro Soggetti, Tal-Rho riesce a scappare. Nel frattempo, Sam va a prendere i gemelli e Sarah da una festa per portarli al sicuro. Vengono attaccati da Tal-Rho che rapisce Jordan e impianta in lui la coscienza di Zeta-Rho.

## Gli ultimi figli di Krypton
- Titolo originale: Last Sons Of Krypton

### Trama
Zeta-Rho permette a Jordan di contattare Superman e lo tiene occupato, mentre Tal-Rho trasforma sei soldati del Dipartimento della Difesa nel Consiglio di Difesa di Krypton. Tal-Rho entra nelle miniere di Shuster per resuscitare Krypton, mentre Superman e Irons combattono contro Zeta-Rho e il Consiglio. Irons mette fuori combattimento Zeta-Rho e porta un Jordan privo di sensi alla fattoria, dove Lois entra nella sua mente con il dispositivo kryptoniano di Tal-Rho e lo convince con successo della sua forza, espellendo Zeta-Rho. Nel frattempo, Superman tiene fermo Tal-Rho mentre Irons lancia il suo martello cinetico, alimentato con energia solare, contro di lui alla massima forza, depotenziandolo e ponendo fine al conflitto. Superman rende pubblica la verità sull'origine di Edge. I Cushing decidono di rimanere a Smallville dopo che a Kyle è stato offerto di nuovo il suo vecchio lavoro. Lois acquista metà della Gazette per impedire a Chrissy di venderlo. Sam decide di dimettersi dal servizio attivo al DOD. Superman recupera i pezzi del cristallo di suo padre dalla Fortezza della Solitudine e li seppellisce alla Kent Farm. Irons ha in programma di lasciare Smallville quando una nave si aggancia alla sua tuta e atterra alla fattoria. Sua figlia Natalie esce dalla nave e si riunisce con Irons scambiando Lois per la sua defunta madre.